# Oxana Kalašnikovová
Oxana Kalašnikovová (gruzínsky ოქსანა კალაშნიკოვა, rusky Оксана Калашникова, Oksana Kalašnikova, * 5. září 1990 Tbilisi) je gruzínská profesionální tenistka ruského původu hrající levou rukou. Ve své dosavadní kariéře vyhrála na okruhu WTA Tour sedm deblových turnajů. V sérii WTA 125 přidala čtyři trofeje ze čtyřhry. V rámci okruhu ITF získala pět titulů ve dvouhře a dvacet pět ve čtyřhře.
Na žebříčku WTA byla ve dvouhře nejvýše klasifikována v červnu 2010 na 156. místě a ve čtyřhře pak v září 2023 na 42. místě.
V gruzínském týmu Billie Jean King Cupu debutovala v roce 2007 utkáním základního bloku 2. skupiny zóny Evropy a Afriky proti Norsku, v němž hladce vyhrála dvouhru nad Idunnou Hertzbergovou. Do září 2025 v soutěži nastoupila ke čtyřiceti osmi mezistátním utkáním s bilancí 3–8 ve dvouhře a 26–9 ve čtyřhře.

## Tenisová kariéra
V roce 2005 vyhrála juniorský turnaj Orange Bowl v kategorii 16letých. Do finále juniorské čtyřhry se probojovala po boku Rusky Xenie Lykinové na US Open 2007, kde je bez potíží porazil bělorusko-polský pár Xenija Milevská a Urszula Radwańská. V juniorském deblu Wimbledonu 2007 vypadla spolu s Rumunkou Irinou-Camelií Beguovou v semifinále, když nestačily na japonskou dvojici Misaki Doiová a Kurumi Naraová.
Premiérový titul v sérii WTA 125 získala v listopadu 2012 na turnaji Royal Indian Open v indickém Puné, když spolu s Ruskou Ninou Bratčikovovou zdolaly ve finále čtyřhry izraelsko-thajskou dvojici Julia Glušková a Noppavan Lertčívakarnová po rovnocenném zisku prvních dvou setů, až v supertiebreaku. Na Grand Slamu si zahrála třetí kolo ženské čtyřhry French Open 2013, kde v páru s Polkou Alicjou Rosolskou hladce podlehly francouzsko-kazašským turnajovým desítkám Kristině Mladenovicové a Galině Voskobojevové.

## Finále na okruhu WTA Tour

### Čtyřhra: 14 (7–7)
| Legenda                                      |
| -------------------------------------------- |
| Grand Slam (0)                               |
| Turnaj mistryň (0)                           |
| Premier Mandatory & Premier 5 / WTA 1000 (0) |
| Premier / WTA 500 (0–1)                      |
| International / WTA 250 (7–6)                |

| Stav       | č. | datum             | turnaj                       | kategorie     | povrch    | spoluhráčka                 | soupeřky ve finále                                      | výsledek              |
| ---------- | -- | ----------------- | ---------------------------- | ------------- | --------- | --------------------------- | ------------------------------------------------------- | --------------------- |
| Vítězka    | 1. | 28. července 2013 | Baku, Ázerbájdžán            | International | tvrdý     | Iryna Burjačoková           | Eleni Daniilidou Aleksandra Krunićová                   | 4–6, 7–6(7–3), [10–4] |
| Finalistka | 1. | 20. července 2014 | Istanbul, Turecko            | International | tvrdý     | Paula Kaniová               | Misaki Doiová Elina Svitolinová                         | 4–6, 0–6              |
| Vítězka    | 2. | 19. července 2015 | Bukurešť, Rumunsko           | International | antuka    | Demi Schuursová             | Andreea Mituová Patricia Maria Țigová                   | 6–2, 6–2              |
| Vítězka    | 3. | 11. června 2016   | 's-Hertogenbosch, Nizozemsko | International | tráva     | Jaroslava Švedovová         | Xenia Knollová Aleksandra Krunićová                     | 6–1, 6–1              |
| Vítězka    | 4. | 26. února 2017    | Budapešť, Maďarsko           | International | tvrdý (h) | Sie Šu-wej                  | Arina Rodionovová Galina Voskobojevová                  | 6–3, 4–6, [10–4]      |
| Finalistka | 2. | 30. září 2017     | Taškent, Uzbekistán          | International | tvrdý     | Nao Hibinová                | Tímea Babosová Andrea Hlaváčková                        | 5–7, 4–6              |
| Finalistka | 3. | únor 2018         | Tchaj-pej, Tchaj-wan         | International | tvrdý (h) | Nao Hibinová                | Tuan Jing-jing Wang Ja-fan                              | 6–7(4–7), 6–7(5–7)    |
| Finalistka | 4. | květen 2019       | Rabat, Maroko                | WTA 250       | antuka    | Georgina Garcíaová Pérezová | María José Martínez Sánchezová Sara Sorribesová Tormová | 5–7, 1–6              |
| Vítězka    | 5. | červenec 2022     | Budapešť, Maďarsko           | WTA 250       | antuka    | Jekatěrine Gorgodzeová      | Katarzyna Piterová Kimberley Zimmermannová              | 1–6, 6–4, [10–6]      |
| Finalistka | 5. | 8. dubna 2023     | Bogota, Kolumbie             | WTA 250       | antuka    | Katarzyna Piterová          | Irina Chromačovová Iryna Šymanovičová                   | 1–6, 6–3, [6–10]      |
| Vítězka    | 6. | 7. srpna 2023     | Praha, Česko                 | WTA 250       | tvrdý     | Nao Hibinová                | Quinn Gleasonová Elixane Lechemiová                     | 6–7(7–9), 7–5, [10–3] |
| Finalistka | 6. | 15. října 2023    | Hongkong, Čína               | WTA 250       | tvrdý     | Aljaksandra Sasnovičová     | Cchao Ťia-i Tchang Čchien-chuej                         | 5–7, 6–1, [9–11]      |
| Finalistka | 7. | 15. září 2024     | Guadalajara, Mexiko          | WTA 500       | tvrdý     | Kamilla Rachimovová         | Anna Danilinová Irina Chromačovová                      | 6–2, 5–7, [7–10]      |
| Vítězka    | 7. | 24. května 2025   | Rabat, Maroko                | WTA 250       | antuka    | Maya Jointová               | Angelica Moratelliová Camilla Rosatellová               | 6–3, 7–5              |

## Finále série WTA 125

### Čtyřhra: 16 (4–12)
| Legenda        |
| -------------- |
| WTA 125 (4–12) |

| Stav       | č.  | datum         | turnaj                   | povrch    | spoluhráčka              | soupeřky ve finále                                   | výsledek         |
| ---------- | --- | ------------- | ------------------------ | --------- | ------------------------ | ---------------------------------------------------- | ---------------- |
| Vítězka    | 1.  | listopad 2012 | Puné, Indie              | tvrdý     | Nina Bratčikovová        | Julia Glušková Noppavan Lertčívakarnová              | 6–0, 4–6, [10–8] |
| Finalistka | 1.  | září 2013     | Ning-po, Čína            | tvrdý     | Iryna Burjačoková        | Čan Jung-žan Čang Šuaj                               | 2–6, 1–6         |
| Finalistka | 2.  | listopad 2015 | Limoges, Francie         | tvrdý (h) | Margarita Gasparjanová   | Barbora Krejčíková Mandy Minellaová                  | 6–1, 5–7, [6–10] |
| Finalistka | 3.  | listopad 2015 | Carlsbad, Spojené státy  | tvrdý     | Tatjana Mariová          | Verónica Cepedeová Roygová Gabriela Céová            | 6–1, 4–6, [8–10] |
| Vítězka    | 2.  | září 2019     | New Haven, Spojené státy | tvrdý     | Anna Blinkovová          | Usue Maitane Arconadová Jamie Loebová                | 6–2, 4–6, [10–4] |
| Finalistka | 4.  | prosinec 2019 | Limoges, Francie         | tvrdý (h) | Jekatěrina Alexandrovová | Georgina Garcíaová Pérezová Sara Sorribesová Tormová | 2–6, 6–7(3–7)    |
| Finalistka | 5.  | květen 2022   | Paříž, Francie           | antuka    | Miju Katová              | Beatriz Haddad Maiová Kristina Mladenovicová         | 7–5, 4–6, [4–10] |
| Finalistka | 6.  | červen 2022   | Gaiba, Itálie            | tráva     | Vitalija Ďjačenková      | Madison Brengleová Claire Liuová                     | 4–6, 3–6         |
| Finalistka | 7.  | říjen 2022    | Rouen, Francie           | tvrdý (h) | Misaki Doiová            | Natela Dzalamidzeová Kamilla Rachimovová             | 2–6, 5–7         |
| Vítězka    | 3.  | prosinec 2022 | Limoges, Francie         | tvrdý (h) | Marta Kosťuková          | Alicia Barnettová Olivia Nichollsová                 | 7–5, 6–1         |
| Finalistka | 8.  | duben 2023    | San Luis Potosí, Mexiko  | antuka    | Katarzyna Piterová       | Aliona Bolsovová Andrea Gámizová                     | 6–7(5–7), 4–6    |
| Finalistka | 9.  | prosinec 2023 | Limoges, Francie         | tvrdý (h) | Maia Lumsdenová          | Cristina Bucșová Jana Sizikovová                     | 4–6, 1–6         |
| Finalistka | 10. | červen 2024   | Makarska, Chorvatsko     | antuka    | Nao Hibinová             | Sabrina Santamariová Iryna Šymanovičová              | 4–6, 6–3, [6–10] |
| Vítězka    | 4.  | červenec 2024 | Contrexéville, Francie   | antuka    | Iryna Šymanovičová       | Wu Fang-sien Čang Šuaj                               | 5–7, 6–3, [10–7] |
| Finalistka | 11. | květen 2025   | Saint-Malo, Francie      | antuka    | Angelica Moratelliová    | Maia Lumsdenová Makoto Ninomijová                    | 5–7, 2–6         |
| Finalistka | 12. | červen 2025   | Makarska, Chorvatsko     | antuka    | Jelena Pridankinová      | Jesika Malečková Miriam Škoch                        | 6–2, 3–6, [4–10] |

## Finále na okruhu ITF
| Dotace turnajů okruhu ITF | Dotace turnajů okruhu ITF |
| ------------------------- | ------------------------- |
| Turnaje 100 000 $         | Turnaje 80 000 $          |
| Turnaje 75 000 $          | Turnaje 60 000 $          |
| Turnaje 50 000 $          | Turnaje 25 000 $          |
| Turnaje 15 000 $          | Turnaje 10 000 $          |

### Dvouhra: 10 (5–5)
| Stav       | č. | datum             | turnaj                  | povrch  | soupeřka ve finále          | výsledek      |
| ---------- | -- | ----------------- | ----------------------- | ------- | --------------------------- | ------------- |
| Vítězka    | 1. | 6. října 2008     | San Luis Potosi, Mexiko | tvrdý   | Frederica Piedadeová        | 7–5, 4–6, 6–4 |
| Vítězka    | 2. | 2. března 2009    | Gíza, Egypt             | antuka  | Eva Fernándezová-Bruguésová | 6–4, 4–6, 6–3 |
| Finalistka | 1. | 15. března 2009   | Gíza, Egypt             | antuka  | Galina Fokinová             | 4–6, 2–6      |
| Finalistka | 2. | 18. března 2009   | Charkov, Ukrajina       | antuka  | Kristina Antonijčuková      | 6–4, 4–6, 1–6 |
| Vítězka    | 3. | 29. června 2009   | Toruň, Polsko           | antuka  | Xenija Milevská             | 3–6, 6–4, 6–2 |
| Finalistka | 3. | 27. července 2009 | Almaty, Kazachstán      | tvrdý   | Jelena Čalovová             | 3–6, 4–6      |
| Vítězka    | 4. | 28. září 2009     | Tbilisi, Gruzie         | antuka  | Sofia Šapatavová            | 4–6, 6–3, 6–2 |
| Vítězka    | 5. | 16. října 2010    | Charkov, Ukrajina       | koberec | Darja Kučminová             | 7–5, 4–6, 6–4 |
| Finalistka | 4. | 20. dubna 2013    | Namangan, Uzbekistán    | tvrdý   | Nadija Kičenoková           | 2–6, 3–6      |
| Finalistka | 5. | 28. dubna 2013    | Andižan, Uzbekistán     | tvrdý   | Anastasia Vasiljevová       | 4–6, 5–7      |

## Finále na juniorském Grand Slamu

### Čtyřhra juniorek: 1 (0–1)
| Stav       | rok  | turnaj  | povrch | spoluhráčka     | soupeřky ve finále                | výsledek |
| ---------- | ---- | ------- | ------ | --------------- | --------------------------------- | -------- |
| Finalistka | 2007 | US Open | tvrdý  | Xenija Lykinová | Xenija Milevská Urszula Radwańská | 1–6, 2–6 |